# Jade Dynasty
Jade Dynasty (también conocido como Zhu Xian  es un juego gratis MMORPG el juego fue creado por Perfect World.
El juego se encuentra actualmente en su primera expansión, la Ascensión, que fue lanzado 12 de noviembre de 2009. Se basa en una novela llamada Zhu Xian. El 1 de mayo de 2018 se hizo el anuncio oficial de que sus servidores cerraran el 5 de junio de 2018.

## Juego
Jade Dynasty gira en torno al conflicto entre seis facciones humanas llamadas Jadeon, Skysong, Vim, Lupin, Modo y Incense Mage , y su objetivo final de alcanzar la inmortalidad, y seis facciones Athan, Rayan, Arden, Celan, Balo, Forta y Voida (este último fue agregado recientemente) que están tratando de evitar que los humanos lleguen a ser demasiado poderosos. Los personajes Humanos deben elegir a qué facción unirse al nivel 15 mientras que los personajes Athan elegir la facción que desea jugar desde la creación del personaje. Cada facción en Jade Dynasty tiene diferentes habilidades, fortalezas, debilidades y estilos de juego.
Los personajes pueden comprar artículos del mercado con una forma de moneda de oro llamado Jaden como también pueden adquirir objetos mediante misiones o comprándolos directamente de otros jugadores. Hay una función de auto-ruta que permite al jugador viajar a un lugar específico haciendo clic en un nombre.
Los Espers son artículos de gran alcance que proporcionan las habilidades y los atributos de bonificación para el propietario. Cada vez que el jugador utiliza una habilidad Esper, la  experiencia del Esper se incrementa en 1. Cuando el Esper tiene experiencia suficiente, su nivel aumenta, lo cual incrementa los bonos que le otorga. El Esper también cambia de color cada 10 niveles y permite que el jugador entre a un modo "AFK" para matar a los monstruos de forma automática por un tiempo prolongado.
Los jugadores son capaces de obtener animales de compañía y capacitarlos, mejorar su calidad y la evolución de su aspecto. Un taller de mascota existe para elaborar material de capacitación o de equipo para las mascotas. El estado de ánimo de la mascota determina lo que le dice al jugador.
Animales domésticos se dividen en grados. Cuanto mayor es el grado más fuerte es la mascota se convierte. Al grado 12 y 18 de dichas mascotas estas cambian su aspecto dependiendo de las gemas con las que son evolucionadas.